# Cudillero
Cudillero es un concejo, parroquia y localidad de la comunidad autónoma del Principado de Asturias, en España. Limita al oeste con Valdés, al sur con Salas y Pravia y al este con Muros del Nalón y Pravia de nuevo. El concejo tiene una población de 4922 habitantes (INE 2020), sus núcleos principales son: la villa de Cudillero, que es su capital, Villademar (Villamar), La Atalaya (La Telaya) y Aroncés.
Relevante puerto pesquero, durante los meses de verano es un importante atractivo turístico. Entre su patrimonio histórico se encuentra la Quinta de Selgas, lujoso palacio del siglo XIX con amplios jardines y obras de Goya. 
Está catalogado como Uno de Los Pueblos Más Bonitos de España desde el año 2021 y pertenece desde entonces a la asociación homónima.

## Toponimia

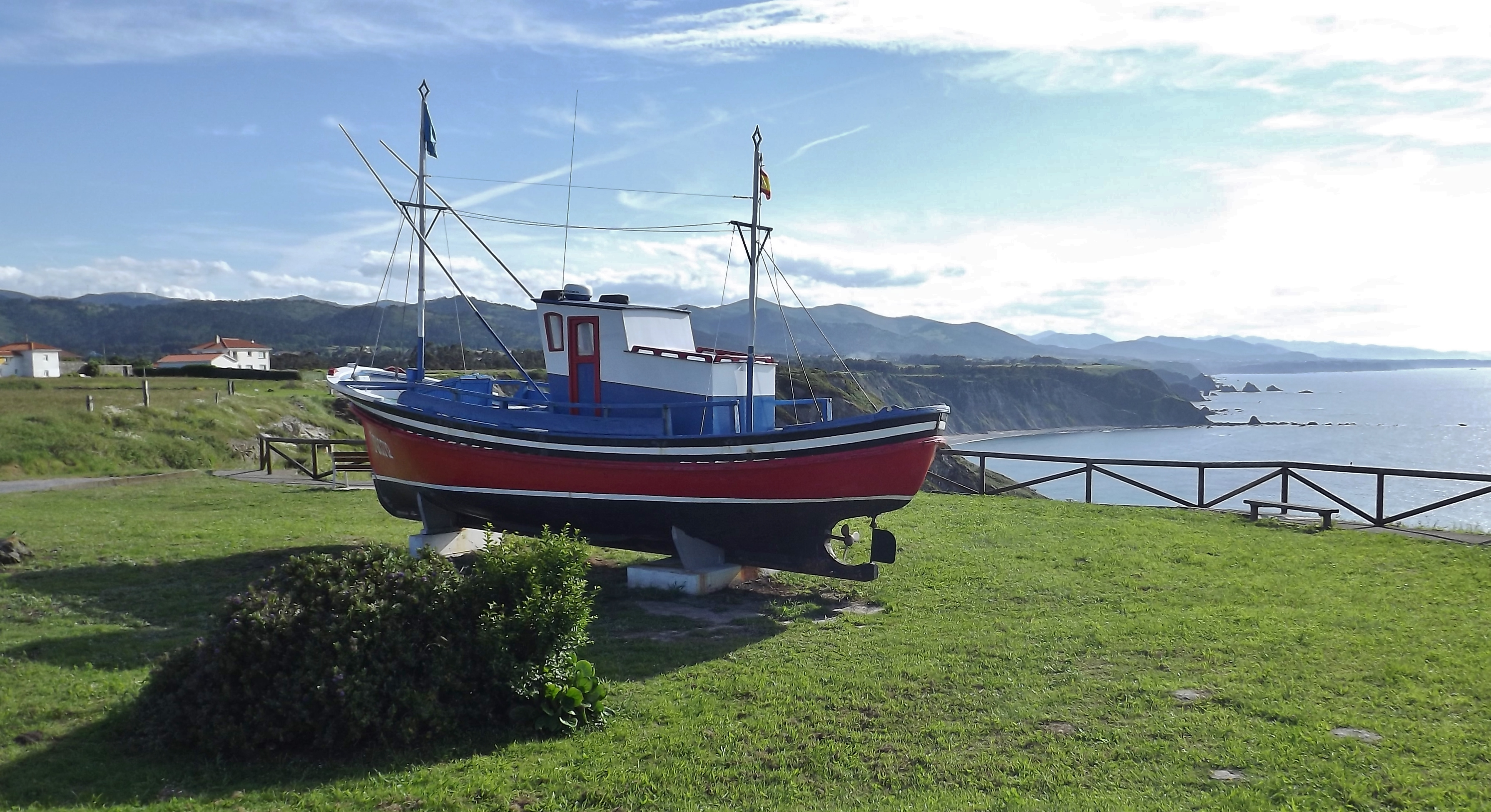
Costa del Cabo Vidio

Su nombre de pixueto/a (del asturiano pixuetu -a -o) se debe a que es gente que ha vivido de la pesca (pix: pez, uetus: actividad) para que se diferencien del resto de habitantes del municipio que tienen actividades agrícolas o ganaderas. A los habitantes de la parte alta de la villa (La Cai), dedicados tradicionalmente en muchos casos a actividades comerciales, se les denominaba caízos/as.
Otra teoría afirma que este gentilicio proviene del término pixín, palabra asturiana para denominar al rape, pez muy pescado en el lugar.

## Geografía
Su relieve se divide en tres partes. La primera es la rasa litoral que se eleva unos 100 metros sobre el nivel del mar con unos acantilados a veces rotos por numerosas playas o ensenadas, destacando en su geografía costera el Cabo Vidio (Cabu Vidíu en asturiano). En una segunda parte los valles interiores de gran fertilidad, atravesados por los ríos Esquieru, Uncín, Ferrera y Piñera. Su tercera parte más al sur, es la zona montañosa con sus picos Peñas de Cueto de 783 metros y Pico Paradiella de 720 metros que son las mayores altitudes de concejo.
Parte de su costa está declarada Paisaje Protegido y la turbera de las Dueñas está considerado monumento natural.
Tiene buenas comunicaciones como la N-632 y está a una distancia de 56 kilómetros de Oviedo.

## Historia

### Prehistoria y Edad Antigua
La vida de este concejo estuvo unida al de Pravia hasta el siglo XVIII; por ello, es muy difícil encontrar unos datos que se refieran solo el actual concejo de Cudillero, ya que su término municipal no tiene vida autónoma hasta el siglo XIX.
No existen restos humanos prehistóricos en lo que entendemos por tierras actuales de este concejo; no obstante, sí los encontramos en los concejos limítrofes.
Es en la época castreña donde aparecen los primeros restos de este concejo, encontrándose dos castros que son: los castros de La Garita y La Cavona. Hace relativamente poco se descubrió otro yacimiento, el de Gurión. Todos estos emplazamientos parecen de tipo prerromano, mientras que los restos de la época romana en esta zona están muy difuminados.

### Edades Media y Moderna
La fundación del puerto de Cudillero y su primitivo núcleo de población se remonta al siglo XIII. El documento más antiguo en que se menciona a la actual villa es una escritura de 1285 por la que Arias González de Valdés donaba al monasterio tinetense de Obona «un suelo en el puerto de Cudillero, donde pudieran vender pan, y una cabaña con salida al mar sin que ningún señor se lo estorbase». También en el siglo XIII se fundó la puebla de Pravia, que en seguida se convertiría en capital de un extenso concejo que comprendía el actual territorio cudillerense. Durante la Baja Edad Media, Cudillero se mantuvo como un pequeño puerto de pescadores que en lo político dependía de Pravia y en lo eclesiástico quedaba en el límite entre las parroquias de San Juan y Santa María de Piñera.
En el siglo XV, Cudillero ya estaba consolidado como puerto pesquero y solicitó la concesión del alfolí de la sal que la tenía monopolizada la capital praviana. La concesión no llega a efectuarse nunca.
En la Edad Moderna, Cudillero ya está consolidada, siendo el centro pesquero Asturiano y aparecen una serie de edificaciones como la iglesia de San Pedro edificada por sus habitantes. También se construye un muelle en el puerto y el castillo de San Juan para defenderse de las incursiones inglesas.
En el siglo XVIII, los vecinos del lugar ofrecieron 1000 doblones por segregarse de la jurisdicción del concejo de Pravia ya que no podían nombrar sus cargos, pero esto no llegaría hasta cien años más tarde. Por entonces solo había un coto señorial en este territorio: el de San Pedro de Boca de Mar, perteneciente a la casa de Omaña.

### Edad Contemporánea

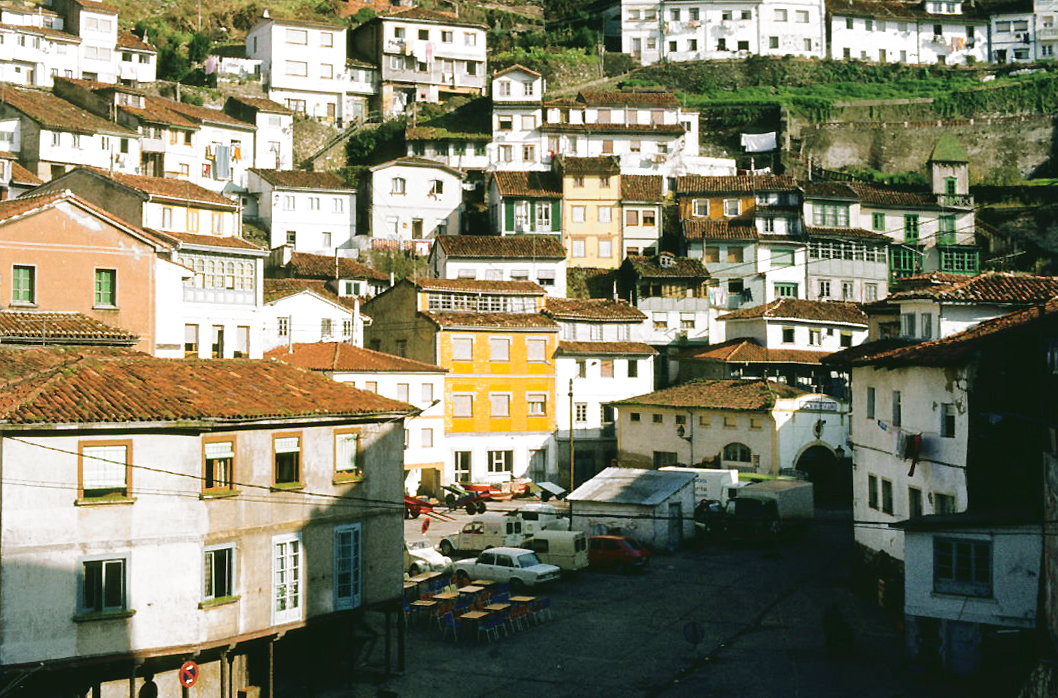
Cudillero en la década de 1970

En el siglo XIX llega la deseada autonomía municipal de Cudillero, en parte debido a la importancia del puerto pesquero y se plantea la necesidad de ampliar el puerto, cosa que no llegaría hasta el siglo XX.
En el siglo XX, se adjudicó la construcción de un nuevo puerto, los trabajos fueron en diferentes fases y acabaron en el ochenta. También se remodela la carretera a Galicia.
En 1995 Cudillero ganó la primera edición del concurso Grand Prix del verano, de TVE.

## Demografía
Cudillero cuenta con una población de 4896 habitantes (INE 2024).
| Gráfica de evolución demográfica de Cudillero entre 1842 y 2021                                                     |
| |
| Población de derecho según los censos de población del INE Población de hecho según los censos de población del INE |

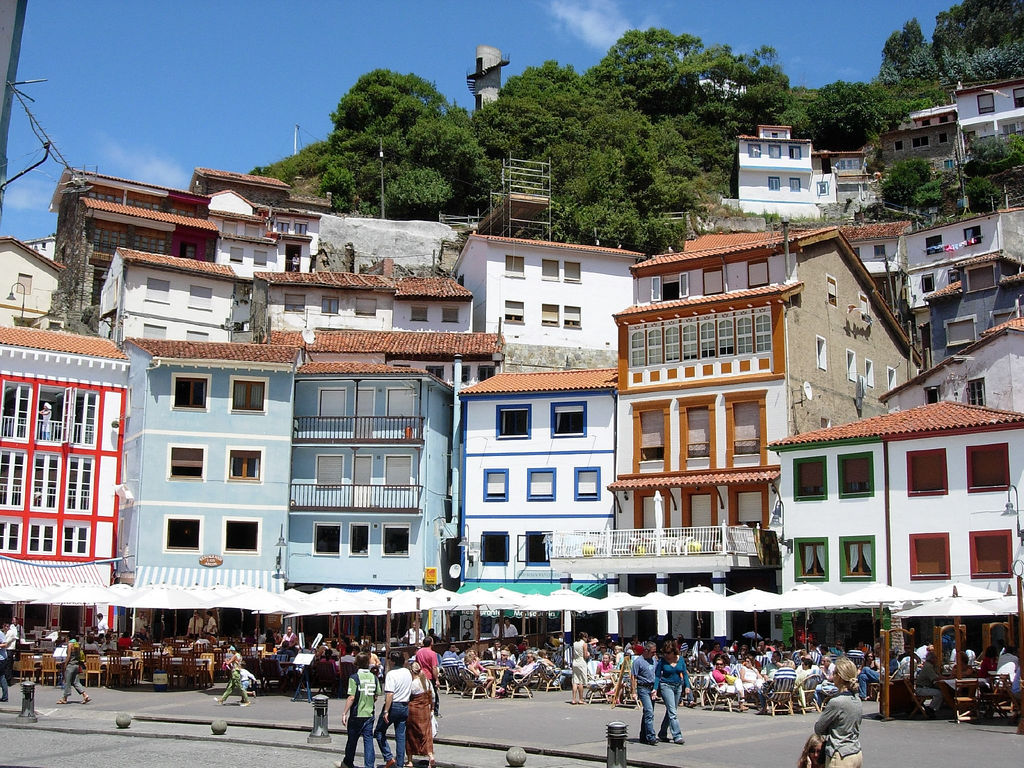
Pueblo de Cudillero

Este concejo ha pasado por las mismas fases de emigración que todos los concejos que están situados en la misma zona de la costa Asturiana.
En las primeras décadas del siglo XX, alcanza su cota máxima con 11 150 habitantes, pasando luego a una época migratoria en la que pierde unas 1000 personas y llegando a su última fase que es un éxodo de emigración, pero que se concretó en la población del campo, empezando una etapa de retroceso demográfico.
Las tres fases de emigración se movieron según las oportunidades de trabajo del momento. En la primera fase fue una emigración hacia Hispanoamérica, la segunda fase a los países centro europeos y la tercera a los centros industriales de la región.
Este concejo también conoció a las familias indianas, a quienes la suerte les fue propicia, siendo a su vez grandes benefactoras de su lugar de origen, colaborando en la construcción de edificios escolares, viviendas y en cualquier actividad sociocultural y recreativa.
Como casi todos los concejos costeros, la mayoría de sus núcleos están en las zonas rasas de la costa, siendo su núcleo más representativo la villa de Cudillero.

## Economía
Su economía se basa en la agricultura y la ganadería, su flota pesquera fue más importante antes que ahora y otro sector que está creciendo en los últimos años es el turismo.

## Transporte
Ferrocarril
Por el concejo pasa la línea Ferrol - Gijón que cuenta con los apeaderos de Ballota, Santa Marina, Novellana, Valdredo, San Cosme, San Martín de Luiña, La Magdalena, Villademar y El Pito-Piñera, y las estaciones de Soto de Luiña y Cudillero. En todas ellas efectúan parada los regionales Ferrol - Oviedo, y además existe la línea de cercanías Gijón - Cudillero, con parada en "El Pito-Piñera" y en la propia estación de Cudillero.

## Administración y política

### Gobierno municipal
Desde 2019 el alcalde del concejo de Cudillero es Carlos Valle Ondina (PSOE), convirtiéndose en el alcalde más joven de Asturias al acceder al puesto con 26 años.
| Periodo   | Nombre                      | Partido | Partido                                    |
| --------- | --------------------------- | ------- | ------------------------------------------ |
| 1979-1980 | Juan Carragal García        |         | Alianza Popular (AP)                       |
| 1980-1984 | Mario Folgueras Menéndez    |         | Alianza Popular (AP)                       |
| 1984-1991 | José Manuel Pérez Marqués   |         | Alianza Popular (AP)                       |
| 1991-2012 | Francisco González Méndez   |         | Federación Socialista Asturiana (FSA-PSOE) |
| 2012-2013 | Gabriel López Fernández     |         | Federación Socialista Asturiana (FSA-PSOE) |
| 2013-2015 | Ignacio Fernández López     |         | Federación Socialista Asturiana (FSA-PSOE) |
| 2015-2019 | Ignacio Escribano Fernández |         | Partido Popular (PP)                       |
| 2019-act. | Carlos Vale Ondina          |         | Federación Socialista Asturiana (FSA-PSOE) |

| Partido político    | Partido político                                                                                | 1979   | 1983   | 1987   | 1991   | 1995   | 1999   | 2003   | 2007   | 2011   | 2015   | 2019   | 2023   |
| Partido político    | Partido político                                                                                | Ediles | Ediles | Ediles | Ediles | Ediles | Ediles | Ediles | Ediles | Ediles | Ediles | Ediles | Ediles |
|                     | Alianza Popular (AP)-Partido Popular (PP)                                                       | 6      | 8      | 6      | 3      | 2      | 2      | 2      | 3      | 3      | 5      | 3      | 4      |
|                     | Federación Socialista Asturiana (FSA-PSOE)                                                      | 0      | 3      | 4      | 8      | 10     | 11     | 10     | 10     | 8      | 5      | 7      | 7      |
|                     | Foro Asturias (FAC)                                                                             | —      | —      | —      | —      | —      | —      | —      | —      | 2      | 1      | 0      | —      |
|                     | Somos-Podemos                                                                                   | —      | —      | —      | —      | —      | —      | —      | —      | —      | 1      | 1      | —      |
|                     | Vecinos por Cudillero (VPC)                                                                     | —      | —      | —      | —      | —      | —      | —      | —      | —      | 1      | —      | —      |
|                     | Ciudadanos (CS)                                                                                 | —      | —      | —      | —      | —      | —      | —      | —      | —      | —      | 2      | 0      |
|                     | Partido Comunista de España (PCE)-Izquierda Unida (IU)-Bloque por Asturies (BA)-Los Verdes (LV) | 5      | 1      | 0      | 0      | 0      | 0      | 1      | 0      | 0      | —      | 0      | 0      |
|                     | Unión de Centro Democrático (UCD)-Centro Democrático y Social (CDS)-Centristas Asturianos (CAS) | 6      | 1      | 3      | 0      | 1      | —      | —      | —      | —      | —      | —      | —      |
|                     | Agrupación Independiente de Cudillero (AIC)                                                     | —      | —      | —      | 2      | —      | —      | —      | —      | —      | —      | —      | —      |
| Total de concejales | Total de concejales                                                                             | 17     | 13     | 13     | 13     | 13     | 13     | 13     | 13     | 13     | 13     | 13     | 11     |

### Organización territorial

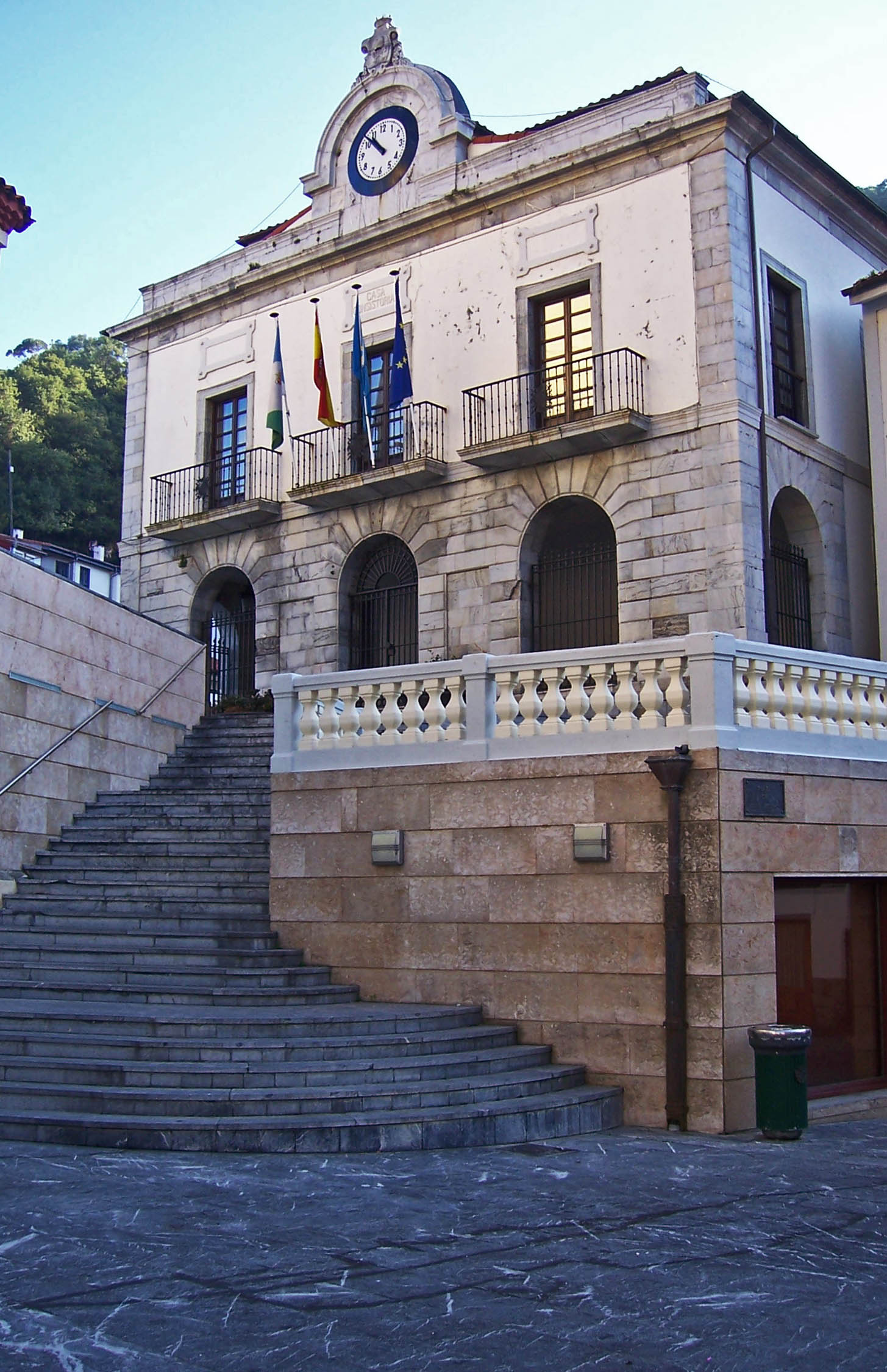
Casa consistorial

El concejo de Cudillero (Cuideiru) está formado por nueve parroquias:
- Ballota (Vaḷḷouta)
- Cudillero (Cuideiru)
- Faedo (Faéu)
- Novellana (Nuviana)
- Piñera
- San Juan de Piñera (San Xuan de Piñera)
- San Martín de Luiña (Samartín de Lluiña)
- Soto de Luiña (Soutu Lluiña)
- Oviñana (Ouviñana)

## Cultura

### Camino de Santiago
El Camino de Santiago penetra en Cudillero tras atravesar el río Aguilar y, por El Pitu y la Concha de Artedo, se dirige hacia Soto de Luiña, parada histórica del Camino, donde se encuentra el albergue de peregrinos del concejo, y desde donde -por la Sierra de Las Palancas- se introduce en el Concejo de Valdés, tras bordear el Picu Paradiella. Este es el Camino Oficial (el reconocido como tal por el Gobierno de Principado), si bien la mayoría de peregrinos opta por utilizar el Camín Real, al atravesar éstos núcleos de población como Novellana, Santa Marina y Ballota que cuentan con servicios de restauración y alojamiento. Ambos recorridos son de gran belleza.

### Patrimonio

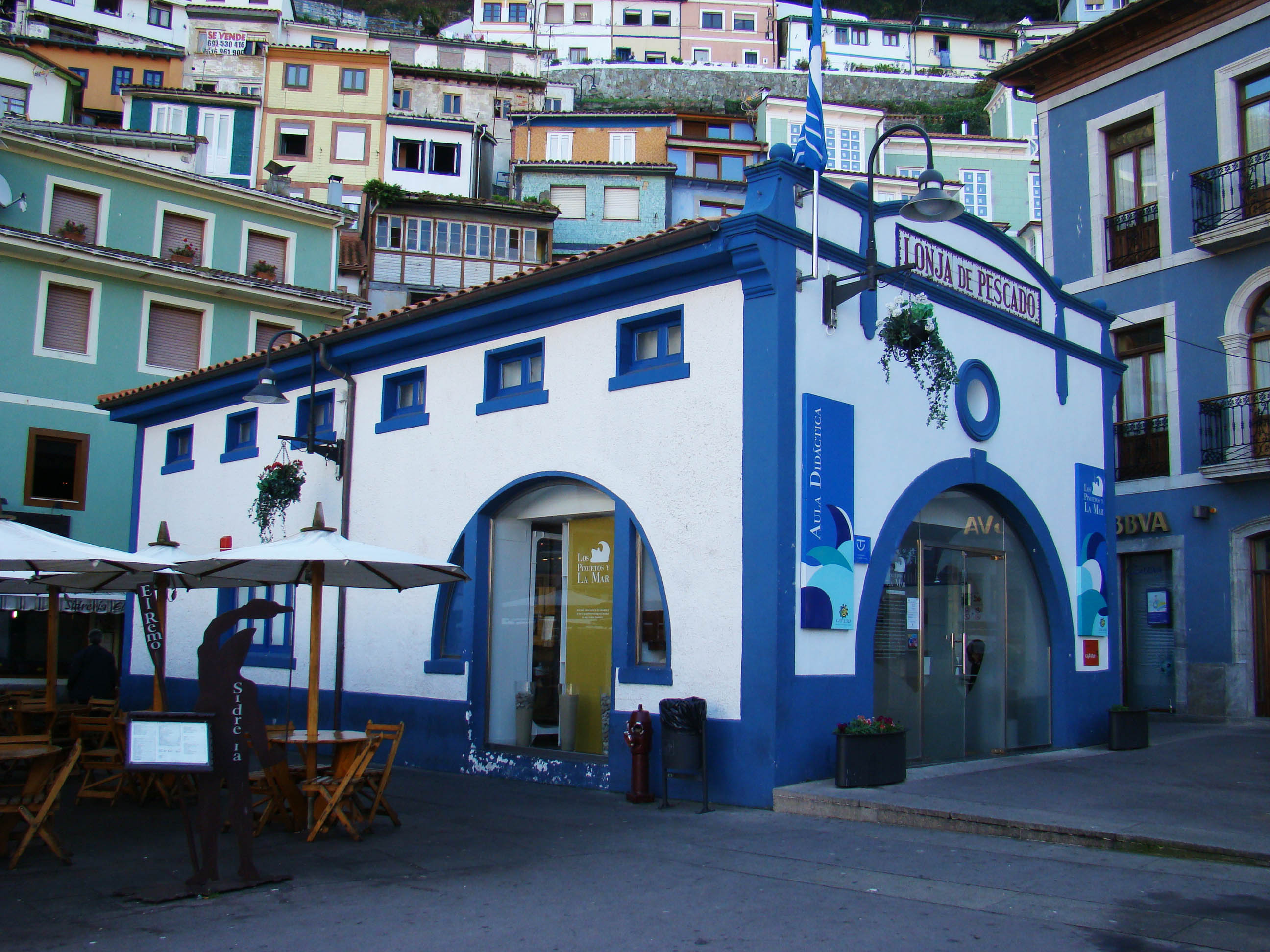
Lonja municipal

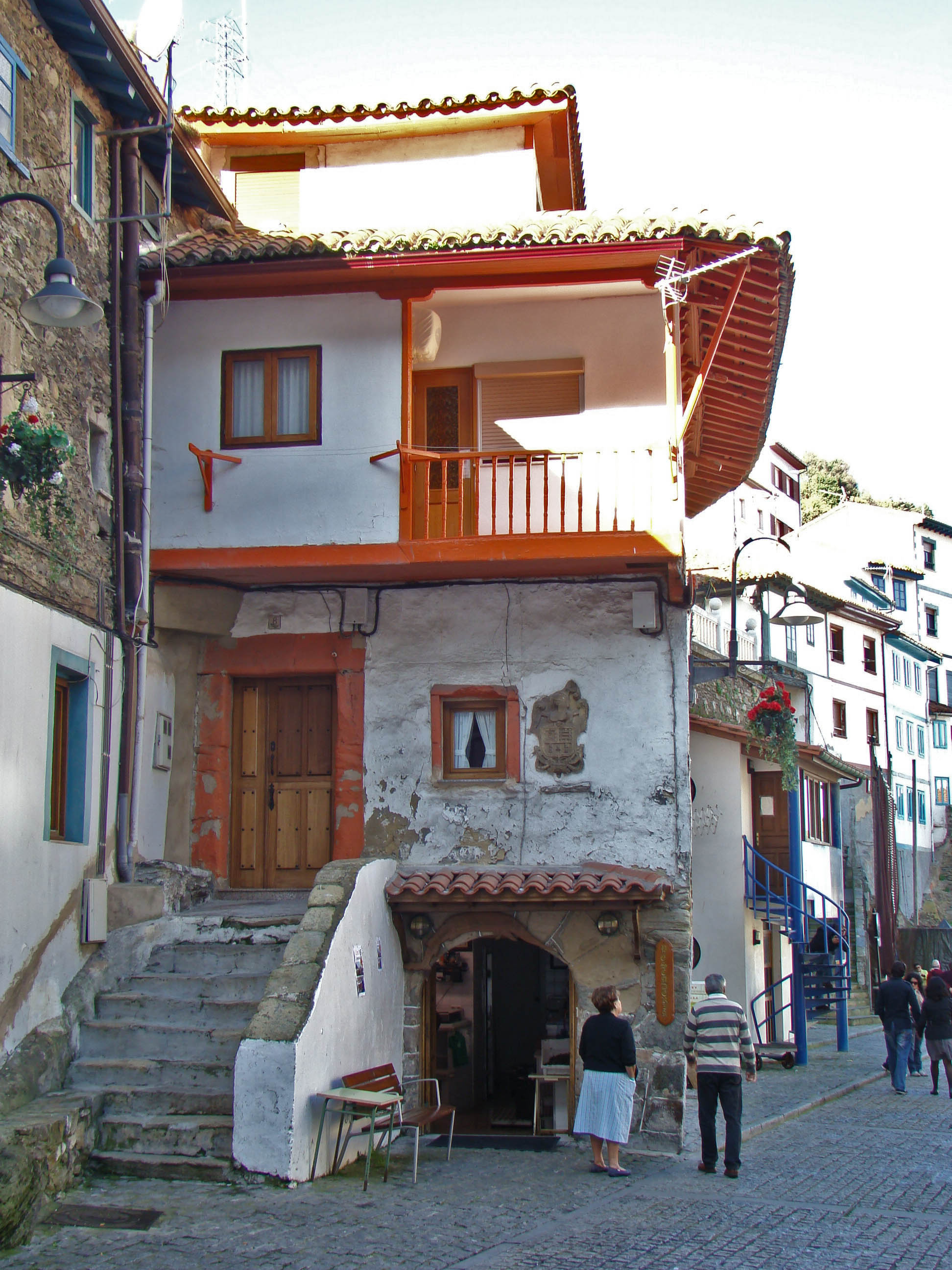
Casa tradicional

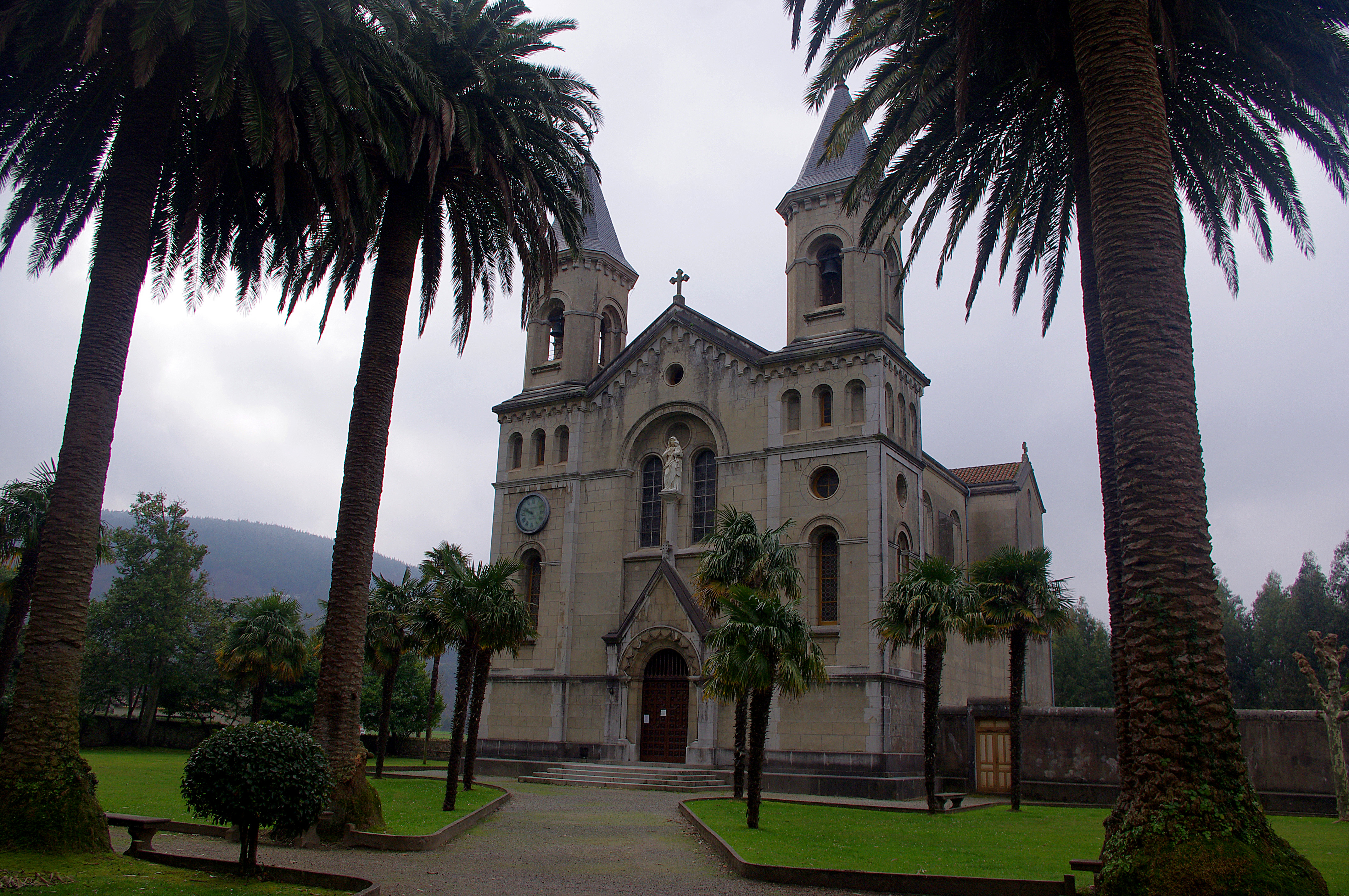
Iglesia del palacio de la Quinta Selgas

Las principales obras arquitectónicas del concejo de Cudillero son:
- La capilla del Humilladero: es gótica pero muy reformada. Su estructura es de planta cuadrada con contrafuertes y bóveda de ojivas. Tiene un retablo de los siglos XVI o XVII.
- La iglesia de San Pedro: es gótica pero del siglo XVI, está costeada por las personas del pueblo. Su estructura es de nave única con bóveda de crucería y ábside semicircular. Durante la Guerra Civil fue incendiada y vuelta a construir. En fechas recientes ha sido sometida a un proceso de restauración.
- La iglesia de San Martín de Luiña: del siglo XVIII], es de planta de cruz latina con tres naves. Los muros son de mampostería revocados y sillar que queda a la vista en cornisas, arquerías y pilares. Todo se cubre con bóveda menos el crucero con cúpula. Tiene pórticos laterales que se abre en tres arcos de medio punto sobre pilares. La decoración esculpida está en la puerta con pilastras acanaladas y molduras de oreja. Tiene tres buenos retablos barrocos.
- La iglesia de Santa María de Soto de Luiña: es Monumento Histórico Artístico, su estructura es de nave única, doble crucero y cabecera semicircular. Tiene una torre cuadrada de tres pisos, en los dos superiores con hornacinas y entre ellas ventanas rectangulares, la torre se completa con cornisa de piedra y con gárgolas en forma felina. Tiene retablos barrocos del siglo XVIII, el mayor dedicado a la Virgen de la Humildad que se adapta a la forma del ábside.
- La casa rectoral, junto a la iglesia es Monumento Histórico Artístico, de planta rectangular y dos pisos de mampostería con enmarques de piedra. Su cornisa tiene triglifos y metopas. El edificio fue restaurado y se dedicó a casa de cultura y museo, donde se muestra una variada colección de escultura, ornamentos sagrados y orfebrería.
- La Quinta de Selgas: del siglo XIX, actualmente abierta como museo y gestionada por la Fundación Selgas-Fagalde; recibe unas 24 000 visitas al año.[7] La quinta está totalmente cercada con dos puertas monumentales; la principal al sur, con un arco triunfal con tres vanos adintelados, uno de puerta y los otros a los lados, todos enrejados. El entablamento está sostenido por pilastras y sobre él se colocan jarrones. En la puerta lateral predomina el trabajo de hierro forjado, dos grandes pilares delimitan la reja central y sostienen dos leones alados. El palacio es de planta rectangular de dos pisos, ático y un bajo que actúa de zócalo. La fachada principal se adelanta desembocando en una puerta hacia la escalinata central de piedra. Se abren tres puertas en cada piso dispuestas en arco con frontones curvos. Su interior se ha comparado con un museo por la calidad y cantidad de todo su mobiliario, con algunas pinturas importantes como el primer cuadro de Goya que se conoce (Aníbal vencedor contempla por primera vez Italia desde los Alpes), una Asunción de la Virgen de El Greco, ejemplos de Luis de Morales, Luca Giordano y Corrado Giaquinto, y varios modelos reducidos de Vicente Carducho para el gran ciclo pictórico de la Cartuja de El Paular, sita a las afueras de Madrid. A los lados de la fachada posterior, se levantan dos pabellones de un piso sobre zócalo: el pabellón de Tapices y el palacete. Su jardín es una mezcla francés y pintoresco. El edificio está en el punto central y dominante del jardín francés y un poco más alejado el pintoresco en el que parece que se impone la naturaleza. En el jardín hay caminos irregulares, grutas artificiales, estanques, ríos y puentecillos. Los planos de esta casa fueron del propio Fortunato Selgas. También fue el autor de los planos de las escuelas del Pito y de la iglesia de Jesús Nazareno, en cuyo altar se encuentra una importante pieza pétrea de época prerrománica, del siglo VIII, proveniente de la iglesia de Santianes de Pravia.

### Fiestas
Sus principales fiestas son:

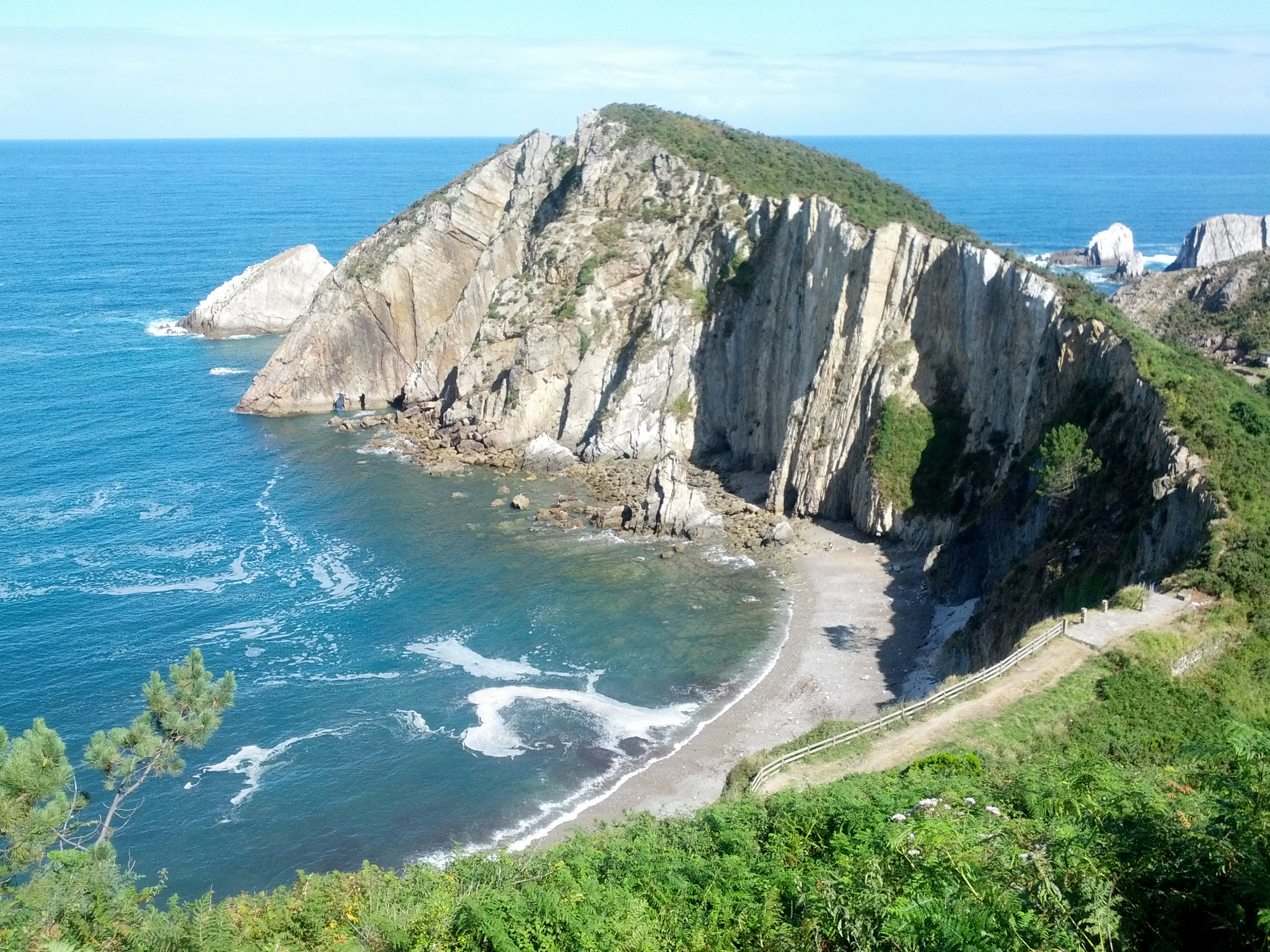
Playa del Silencio

- Las de San Pedro: (los días son: San Pedro (29 de junio), San Pablo (30 de junio) y San Pablín (1 de julio)). El día de San Pedro, se celebra la L´Amuravela, un marinero se sube a un barco en la Ribera (zona del Puerto) para "echar l'Amuravela", sermón laico, en verso y dialecto pixueto. En el pregón se cuentan, dirigiéndose al Patrón (San Pedro), con socarronería, los acontecimientos relevantes que se han tenido durante ese año en la villa, dando también el punto de vista pixueto de algunas de las noticias nacionales e internacionales más destacadas. Tiene su origen en el siglo XVI. Durante el siglo XX fue prohibida varios años, pues en ocasiones algunos de los comentarios no eran del agrado de la Iglesia.

El día de San Pablín, se realiza una procesión marinera.
En los últimos años se celebra una procesión marinera de la Virgen del Carmen, patrona de los marinos, en vez de celebrar el día de su Virgen, la Virgen del Rosario, patrona de los marineros.